# Angervilliers
Angervilliers  [ɑ̃ʒɛʁvilie] je francouzská obec v departementu Essonne v regionu Île-de-France. V obci se nachází kostel svatého Štěpána.

## Poloha
Obec Angervilliers se nachází asi 36 km jihozápadně od Paříže. Obklopují ji obce Forges-les-Bains na severu, Vaugrigneuse na severovýchodě, Le Val-Saint-Germain od východu na jih, Saint-Cyr-sous-Dourdan na jihozápadě, Longvilliers na západě a Bonnelles na severozápadě.

## Vývoj počtu obyvatel
Počet obyvatel